# La Valla-en-Gier
La Valla-en-Gier település Franciaországban, Loire megyében. Lakosainak száma 1118 fő (2022. január 1.). La Valla-en-Gier Le Bessat, Colombier, Doizieux, Graix, Saint-Chamond és Saint-Étienne községekkel határos.

## Népesség
A település népességének változása:
| Lakosok száma | 677  | 660  | 745  | 880  | 990  | 999  | 1042 | 1075 | 1082 | 1118 |
|               | 1968 | 1982 | 1990 | 2006 | 2013 | 2015 | 2017 | 2019 | 2020 | 2022 |